# Gary Phillips
Gary A. Phillips (Quincy, Illinois, 7 de diciembre de 1939-Austin, Texas, 26 de enero de 2025) fue un jugador de baloncesto estadounidense que disputó cinco temporadas de la NBA. Con 1,90 metros de estatura, jugaba en la posición de base. Fue campeón de la liga en su año de debut como profesional, en 1962, vistiendo la camiseta de los Boston Celtics.

## Trayectoria deportiva

### Universidad
Jugó durante cuatro temporadas, entre 1957 y 1961 con los Cougars de la Universidad de Houston, en los que promedió 18,4 puntos y 5,9 rebotes por partido. Fue incluido en sus tres últimas temporadas en el mejor quinteto de la Missouri Valley Conference.

### Profesional
Fue elegido en la novena posición del Draft de la NBA de 1961 por Boston Celtics, equipo con el que ganaría en su temporada de novato su único anillo de campeón, tras derrotar en las Finales de la NBA a Los Angeles Lakers por 4 a 3. Phillips contribuyó con 4,0 puntos, 1,6 rebotes y 1,0 asistencias esa temporada.
Al año siguiente los San Francisco Warriors adquirieron a Phiilips de los Celtics a cambio de dinero. Allí, jugando junto a Wilt Chamberlain, fue poco a poco ganándose el puestod e titular, disputando su mejor campaña en la temporada 1963-64, cuando promedió 10 puntos y 3,8 rebotes por partido. Jugó durante cuatro temporadas en California, para retirarse al término de la temporada 1965-66. En el total de su trayectoria profesional promedió 6,7 puntos y 2,6 rebotes por partido.

## Estadísticas de su carrera en la NBA

### Temporada regular
| Temporada | Edad | Equipo                 | Liga | P   | TIT | MIN  | TC  | TCA  | %TC  | 3P | 3PA | %3P | TL  | TLA | %TL  | R.OF. | R.DEF. | REB | ASIS | ROB | TAP | PER | FP  | PTS  |
| 1961-62   | 22   | Boston Celtics         | NBA  | 67  |     | 10.3 | 1.6 | 4.6  | .355 |    |     |     | 0.7 | 1.3 | .581 |       |        | 1.6 | 1.0  |     |     |     | 1.6 | 4.0  |
| 1962-63   | 23   | San Francisco Warriors | NBA  | 75  |     | 24.0 | 3.4 | 8.6  | .398 |    |     |     | 1.3 | 2.0 | .638 |       |        | 3.0 | 1.8  |     |     |     | 2.5 | 8.1  |
| 1963-64   | 24   | San Francisco Warriors | NBA  | 66  |     | 30.5 | 3.9 | 10.5 | .370 |    |     |     | 2.2 | 3.3 | .670 |       |        | 3.8 | 3.1  |     |     |     | 3.7 | 10.0 |
| 1964-65   | 25   | San Francisco Warriors | NBA  | 73  |     | 21.1 | 2.7 | 7.6  | .358 |    |     |     | 1.6 | 2.7 | .603 |       |        | 2.6 | 2.0  |     |     |     | 2.5 | 7.1  |
| 1965-66   | 26   | San Francisco Warriors | NBA  | 67  |     | 12.9 | 1.6 | 4.5  | .350 |    |     |     | 0.8 | 1.3 | .621 |       |        | 2.0 | 1.7  |     |     |     | 1.4 | 4.0  |
| Total     |      |                        | NBA  | 348 |     | 19.9 | 2.7 | 7.2  | .370 |    |     |     | 1.3 | 2.1 | .629 |       |        | 2.6 | 1.9  |     |     |     | 2.4 | 6.7  |

### Playoffs
| Temporada | Edad | Equipo                 | Liga | P  | MIN | TCA | TC  | 3PA | 3P | TLA | TL | R.OF. | REB | ASIS | ROB | TAP | PER | FP | PTS | %TC  | %3P | %FT  | MIN  | PTS | REB | AST |
| 1961-62   | 22   | Boston Celtics         | NBA  | 6  | 32  | 1   | 16  |     |    | 8   | 11 |       | 3   | 1    |     |     |     | 6  | 10  | .063 |     | .727 | 5.3  | 1.7 | 0.5 | 0.2 |
| 1963-64   | 24   | San Francisco Warriors | NBA  | 11 | 256 | 35  | 97  |     |    | 26  | 40 |       | 24  | 20   |     |     |     | 36 | 96  | .361 |     | .650 | 23.3 | 8.7 | 2.2 | 1.8 |
| Total     |      |                        | NBA  | 17 | 288 | 36  | 113 |     |    | 34  | 51 |       | 27  | 21   |     |     |     | 42 | 106 | .319 |     | .667 | 16.9 | 6.2 | 1.6 | 1.2 |